# Amazonka żółtogłowa
Amazonka żółtogłowa (Amazona ochrocephala) – gatunek średniej wielkości papugi z rodziny papugowatych (Psittacidae). Naturalnie występuje w Ameryce Południowej i Panamie, został introdukowany na Portoryko. Nie jest zagrożony wyginięciem.

## Podgatunki i zasięg występowania
Międzynarodowy Komitet Ornitologiczny wyróżnia 4 podgatunki A. ochrocephala:
- A. o. panamensis (Cabanis, 1874) – od zachodniej Panamy po północno-zachodnią Kolumbię
- A. o. ochrocephala (J.F. Gmelin, 1788) – wschodnia Kolumbia, Wenezuela, region Gujana, północna Brazylia
- A. o. xantholaema von Berlepsch, 1913 – wyspa Marajó (północna Brazylia, w delcie Amazonki)
- A. o. nattereri (Finsch, 1865) – południowa Kolumbia po wschodnie Peru, północna Boliwia i zachodnia Brazylia.

W niektórych ujęciach systematycznych do A. ochrocephala zaliczano 10, a nawet 11 podgatunków, większość z nich została jednak wyodrębniona do osobnych gatunków: A. oratrix (amazonka żółtogardła) i A. auropalliata (amazonka żółtoszyja).
Ptaki podgatunku nominatywnego introdukowano na Portoryko. Amazonki żółtogłowe wprowadzono również do USA. W zachodnim Los Angeles w 1961 miał miejsce pożar, który uszkodził wiele ptaszarni; część hodowców wypuściła swoje ptaki. Według danych z lat 80. XX wieku dość pospolite były wówczas grupy liczące od 2 do 3 ptaków. Obserwowano te papugi w Miami, gdzie krzyżowały się z amazonką krasnogłową (A. viridigenalis). W latach 1969–1970 próbowano wprowadzić amazonki żółtogłowe na Oʻahu, jednak próby te nie powiodły się.

## Morfologia

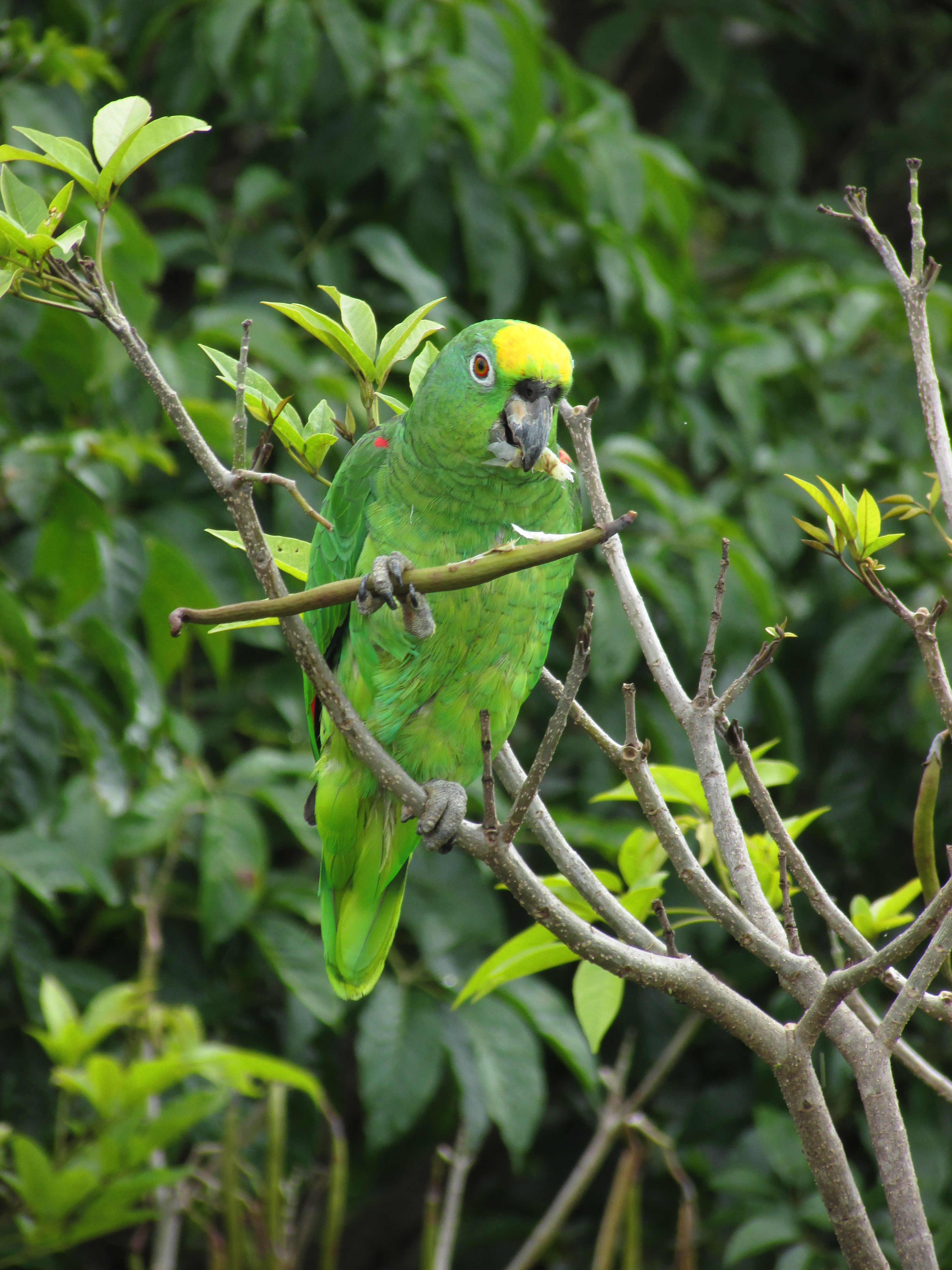

Długość ciała wynosi 35–38 cm, masa ciała 340–535 g. Ogół upierzenia jest zielony, czoło i wierzch głowy żółte; często żółte pióra występują także wokół oka. Policzki i pokrywy uszne mają barwę jaskrawozieloną, pióra od tyłu głowy po grzbiet są zielone i delikatnie czarno obrzeżone. Zgięcie skrzydła i lusterko czerwone, krawędź skrzydła w okolicy nadgarstka żółta. Lotki mają niebieskie zakończenia, sterówki żółte; zewnętrzne sterówki u nasady są czerwone. Ptaki młodociane odróżnia bardziej matowe upierzenie i mniejsza ilość żółci i czerwieni w upierzeniu.

## Ekologia i zachowanie
Amazonki żółtogłowe zamieszkują lasy tropikalne z drzewami zrzucającymi liście, wysokie cierniste krzewy, wilgotne lasy galeriowe, lasy sezonowo zalewane, lasy suche, wtórne zarośla nad rzekami, lasy namorzynowe, zarośla sosen, palm, obszary uprawne i podmiejskie. Górna granica występowania to 850 m n.p.m. Amazonki żółtogłowe żywią się owocami, orzechami, nasionami, jagodami i kwiatami roślin takich jak Pithecellobium, akacja (Acacia), Macuna, Zuelania, Bumelia, psianka (Solanum), tabebuja (Tabebuia), koralodrzew (Erythrina), figowiec (Ficus), Cochlospermum, Curatella, migdałecznik (Terminalia) oraz Euterpe i inne palmy. Żywią się również roślinami uprawnymi – kukurydzą, zielonymi bananami, mango, cytrynami, awokado, lucerną i orzechami włoskimi. Możliwe, że jedzą też korę cynamonowców kamforowych (Cinnamomum camphora).

### Lęgi
Amazonka żółtogłowa jest monogamiczna. Obydwa ptaki z pary zajmują się obroną gniazda i opieką nad młodymi. W Wenezueli okres lęgowy trwa od lutego do maja, w Kolumbii od grudnia do stycznia, w Surinamie lęgi odbywają się w styczniu. Gniazda umieszczone są w dziuplach drzew, w tym palm, od 4 do 15 m nad ziemią. W zniesieniu od 2 do 3 jaj, inkubacja trwa 25–26 dni; wysiaduje jedynie samica. Samiec uczestniczy w karmieniu młodych, karmi również samicę w gnieździe, która opuszcza je rano i po południu, by żerować. Młode opuszczają gniazdo po 59–86 dniach życia; karmione są zwróconym pokarmem.

## Status
Międzynarodowa Unia Ochrony Przyrody (IUCN) uznaje amazonkę żółtogłową za gatunek najmniejszej troski (LC – least concern) nieprzerwanie od 1988 roku. Liczebność populacji na wolności nie została oszacowana liczbowo; w 1997 roku ptak ten opisywany był jako pospolity przynajmniej w części swojego zasięgu. Trend liczebności populacji uznaje się za spadkowy ze względu na wylesianie Amazonii. Gatunek wymieniony jest w II załączniku konwencji waszyngtońskiej (CITES).